# Johann Zukertort

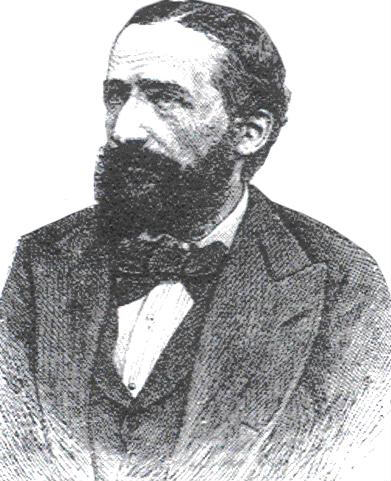
Zukertort

Zukertort (l) tegen Steinitz, 1886

Johann Hermann Zukertort (Lublin, 7 september 1842 – Londen, 20 juni 1888) was een Pools schaker.
Hij bezocht het gymnasium in Breslau, werd dokter en diende in het Pruisische leger als militair arts. Na zijn demobilisatie trad hij op als buitenlands correspondent en kunstcriticus, maar verdiende zijn brood toch grotendeels met schaken. Hij woonde eerst in Berlijn en vertrok daarna naar Londen.
Zukertort heeft als toernooi- en matchspeler grote resultaten behaald. Zijn grootste succes behaalde hij met het winnen van een zeer sterk bezet toernooi in Londen in 1883. Hierna speelde hij de eerste match om het wereldkampioenschap schaken tegen Wilhelm Steinitz in verschillende steden in de Verenigde Staten in 1886. Na een voorsprong te hebben genomen van 4-1 stortte hij echter volledig in en verloor de match uiteindelijk met 10-5. In 1888 kreeg hij in Londen een beroerte tijdens het spelen van een partij en een dag later overleed hij, slechts 45 jaar oud.
In december 1884 werd in Amstelveen een schaakvereniging opgericht die zijn naam draagt: Zukertort Amstelveen.
Er bestaat een groot aantal damepionopeningen, en één daarvan komt uit de koker van Zukertort:
1.d4 d5 2.Pf3 Pf6 3.e3 e6 4.Pbd2 c5 5.b3
|   | Zukertort-opening |    |    |    |    |    |    |    |
| 8 | rd                | nd | bd | qd | kd | bd |    | rd |
| 7 | pd                | pd |    |    |    | pd | pd | pd |
| 6 |                   |    |    |    | pd | nd |    |    |
| 5 |                   |    | pd | pd |    |    |    |    |
| 4 |                   |    |    | pl |    |    |    |    |
| 3 |                   | pl |    |    | pl | nl |    |    |
| 2 | pl                |    | pl | nl |    | pl | pl | pl |
| 1 | rl                |    | bl | ql | kl | bl |    | rl |
|   | a                 | b  | c  | d  | e  | f  | g  | h  |